# Postkoder i Kanada
En kanadensisk postkod är en sex tecken lång sträng som är en del av en postadress i Kanada. Kanadas postkoder är alfanumeriska vilka även de brittiska och holländska postnumren är. De är i formatet A1A 1A1, där A är en bokstav och 1 är en siffra, med ett utrymme som separerar det tredje och fjärde tecknet.
Canada Post erbjuder ett gratis verktyg för att söka efter postkoder på sin webbplats, via sin mobila applikation, och säljer även kataloger och CD-Rom. Många leverantörer säljer även valideringsverktyg, som ger kunderna möjligheten att korrekt matcha adresser och postkoder. Hårdkopierade kataloger kan också användas på alla postkontor och på vissa bibliotek.
När man skriver ut postadressen för en plats i Kanada, skriver man postnumret efter förkortningen för provinsen eller territoriet.

## Historia

### Postzoner i städer
Numrerade post-zoner användes första gången i Toronto 1925. Post till en Toronto-adress i zon 5 skulle adresseras i detta format:
```
37 Bloor Street West
Toronto 5, Ontario
[
5
]
```

Från och med 1943 var Toronto uppdelat i 14 zoner, numrerade från 1 till 15, med undantag för 7 och 11 som var oanvända, och det fanns en zon 2B.
I början av 1960-talet hade även andra städer i Kanada delats in i post-zoner, inklusive Quebec, Montreal, Ottawa, Winnipeg och Vancouver samt Toronto. Till exempel skulle en adress i Vancouver kunna skrivas som:
```
804 Robson Street,
Vancouver 1, B. C
[
8
]
```

I slutet av 1960-talet började posten införa ett tresiffrigt zonnummersystem i större städer för att ersätta befintliga en- och tvåsiffriga zonnummer. Man började i Montreal, Toronto och Vancouver. Till exempel skulle en adress i huvudstadsregionen Toronto kunna skrivas så här:
```
1253 Bay Street
Toronto 185, Ontario
[
8
]
```

Torontos omnumrering trädde i kraft den 1 maj 1969, tillsammans med en reklamkampanj under parollen "Your number is up". Men med förestående planer för ett nationellt postkods-system meddelade postmästare Eric Kierans att posten skulle avbryta det nya tresiffriga stadszonsystemet. Företag ändrade sina postadresser på egen bekostnad, bara för att upptäcka att den nya zonindelningen skulle visa sig bli kortvarig.

### Planering
Samtidigt som de största kanadensiska städerna växte under 1950- och 1960-talen ökade också mängden post som passerade landets postsystem, miljarder brev på 1950-talet, och tiotals miljarder från mitten av 1960-talet. Följaktligen blev det allt svårare för de anställda som sorterade breven för hand att memorera och hålla reda på alla enskilda brevbärarlinjer inom varje stad.
Ny teknik som tillät posten att levereras snabbare bidrog också till att trycket ökade på dessa personer att sortera posten rätt. Kanada var ett av de sista länderna i väst att få ett rikstäckande postkods-system.
En rapport som lades fram i House of Commons år 1969 behandlade de förväntade effekterna av "miljöförändringarna" på postverksamheten under de följande 25 åren. En viktig rekommendation var "upprättandet av en arbetsgrupp för att avgöra vilken typ av automatisering och mekanisering posten bör införa, vilket kan omfatta design av en postkod".